# 2010 en sport automobile
Chronologie du Sport automobile
2009 en sport automobile - 2010 en sport automobile - 2011 en sport automobile

## Faits marquants de l'année 2010 en sport automobile
- Le septuple champion du monde de Formule 1 Michael Schumacher fait son retour après 3 ans d'absence au sein de l'écurie Mercedes Grand Prix.
- Sébastien Loeb remporte son 7e titre de champion du monde de rallye WRC avec Daniel Elena pour copilote et Citroën Racing pour écurie.
- Sebastian Vettel devient le plus jeune champion du monde de l'histoire de la Formule 1 avec Red Bull.
- Yvan Muller remporte son 2e titre de champion du monde de voitures de tourisme avec Chevrolet.

## Par mois

### Janvier
- 16 janvier : les vainqueurs du Rallye Dakar 2010 sont Cyril Despres en motos, Carlos Sainz en autos et Vladimir Chagin en camions.
- 30 janvier : Action Express Racing remporte les 24 Heures de Daytona avec les pilotes João Barbosa, Terry Borcheller, Ryan Dalziel et Mike Rockenfeller sur une Riley-Porsche.

### Mars
- 20 mars : le Team Peugeot Total remporte les 12 Heures de Sebring avec les pilotes Marc Gené, Alexander Wurz et Anthony Davidson sur une Peugeot 908 HDi FAP.
- 28 mars, (Formule 1) : Grand Prix d'Australie.
- 30 mars : l'ancien dirigeant de Peugeot, Jean Boillot, décède. Piliet du projet Peugeot 205, il avait relancé un programme de compétition en rallyes, sous la responsabilité de Jean Todt.

### Avril
- 3 avril, (WRC) : Rallye de Jordanie. Victoire du pilote français Sébastien Loeb sur une Citroën C4 WRC.
- 4 avril, (Formule 1) : Grand Prix de Malaisie.
- 18 avril (Formule 1) : Grand Prix de Chine.

### Mai
- 9 mai (Formule 1) : Grand Prix d'Espagne.
- 15 mai : le pilote Loris Kessel décède. Il a pris le départ de trois Grand Prix de Formule 1 en 1976.
- 16 mai : 
  - Le Schnitzer Motorsport remporte la victoire dans les 24 Heures du Nürburgring avec les pilotes Jörg Müller, Augusto Farfus, Uwe Alzen et Pedro Lamy sur une BMW M3 GT2. L'écurie met fin à une série de quatre victoires consécutives du Manthey Racing et décroche une cinquième victoire, le record de l'épreuve.
  - Formule 1 : Grand Prix de Monaco.
- 30 mai (Formule 1) : Grand Prix de Turquie.

### Juin
- 12 juin : départ de la soixante-dix-huitième édition des 24 Heures du Mans.
- 13 juin :
  - Audi Sport Team Joest remporte les 24 Heures du Mans avec les pilotes Mike Rockenfeller, Romain Dumas et Timo Bernhard sur une Audi R15 TDI Plus.
  - Formule 1 : Grand Prix du Canada.
- 27 juin (Formule 1) : Grand Prix d'Europe.

### Juillet
- 11 juillet (Formule 1) : Grand Prix de Grande-Bretagne.
- 25 juillet (Formule 1) : Grand Prix d'Allemagne.

### Août
- 1er août (Formule 1) : Grand Prix de Hongrie.
- 15 août : le pilote Lionel Régal décède en course à Saint-Ursanne. Spécialisé dans les courses de côte, il a remporté cinq fois le Championnat de France de la Montagne ainsi que le Championnat d'Europe de la montagne dans la catégorie EHCC (Cat. II) en 2008.
- 29 août (Formule 1) : Grand Prix de Belgique.

### Septembre
- 12 septembre : 
  - Le Team Oreca Matmut remporte le titre par équipe des Le Mans Series avec une Peugeot 908 HDi FAP ainsi que le titre pilote avec Stéphane Sarrazin.
  - Formule 1 : Grand Prix d'Italie.
- 26 septembre (Formule 1) : Grand Prix de Singapour.

### Octobre
- 2 octobre : 
  - Dario Franchitti (écurie Chip Ganassi Racing) remporte les IndyCar Series.
  - Le Patrón Highcroft Racing remporte le titre par équipe des American Le Mans Series avec une HPD ARX-01c ainsi que le titre pilote avec David Brabham et Simon Pagenaud.
- 3 octobre (Rallye automobile) : Sébastien Loeb remporte le Rallye d'Alsace et devient champion du monde pour la 7e année d'affilée.
- 10 octobre (Formule 1) : Grand Prix du Japon.
- 24 octobre (Formule 1) : Grand Prix de Corée du Sud.

### Novembre
- 7 novembre : 
  - Formule 1 : Grand Prix du Brésil.
  - Le Team Peugeot Total remporte les 1 000 kilomètres de Zhuhai avec une Peugeot 908 HDi FAP et devient le premier lauréat de l'Intercontinental Le Mans Cup.
- 14 novembre : 
  - Sebastian Vettel (écurie Red Bull Racing) remporte le Championnat du monde de Formule 1. Il devient le plus jeune champion du monde de l'histoire à l'âge de 23 ans et 135 jours.
  - Sébastien Loeb remporte le Championnat du monde des rallyes sur une Citroën C4 WRC.
- 21 novembre : Yvan Muller remporte le Championnat du monde des voitures de tourisme sur une Chevrolet Cruze.
- 28 novembre : Paul di Resta remporte le Championnat DTM sur une AMG-Mercedes C-Klasse 2009.

### Décembre
- 10 décembre : décès de Jacques Swaters, pilote de course belge et propriétaire des équipes Écurie Francorchamps et Écurie nationale belge.
- 12 décembre : le pilote et directeur sportif Tom Walkinshaw décède. Ancien vainqueur des 24 Heures de Spa et du Championnat d'Europe FIA des voitures de tourisme, il fonde ensuite sa propre structure puis remporte avec Jaguar, les 24 Heures du Mans et le Championnat du monde des voitures de sport.

## Décès
- 4 mai : Freddy Kottulinsky, pilote de Rallye-raid, de rallyes et sur circuits germano-suédois. (° 20 juillet 1932).
- 15 mai : Loris Kessel, pilote automobile suisse.  (° 1er avril 1950).
- 16 mai : Jean Hébert, pilote et copilote de rallye, ainsi que pilote d'essais français. (° 15 mars 1925).
- 15 août : le pilote Lionel Régal décède en course à Saint-Ursanne. (° 21 juillet 1973).
- 27 octobre : Luigi Macaluso, président de Sowind Group,  pilote de course italien. (° 1948).
- 10 décembre : Jacques Swaters, pilote de course belge, propriétaire des équipes Écurie Francorchamps et Écurie nationale belge. (° 30 octobre 1926).
- 17 décembre :  Dick Gibson, pilote automobile britannique. (° 16 avril 1918).